# DOVI
DOVI (справжнє ім'я Вдовиченко Андрій Олександрович;  19 липня 1992, Ковель, Волинська область, Україна) — український співак, гітарист, музичний продюсер.

## Життєпис
З самого дитинства батько вчив грати Андрія на гітарі. 
Після закінчення музичної школи хлопець вступив до  Київської муніципальної академії музики імені Р. М. Глієра по класу гітари. Після закінчення академії у 2011 р.  почав працювати з артистами як концертний та студійний гітарист. Одружений з Олександрою Вдовиченко (SANYA).
В 2019 р. започаткував свій сольний проєкт DOVI.
В грудні 2022р. випустив пісню «Чекає вдома» спільно з YAKTAK, яка за рік набрала 26 млн. переглядів на YouTube. 
На початку 2023р. вийшла пісня «Спокійно», яка стала вірусною в тік-тоці.Також за 2022 — 2023 рр. встиг випустити треки спільно з KOLA, YAKTAK, MamaRika, NICHKA, Павло Вишебаба, VovaZiLvova. 

## Композиторська діяльність
Паралельно займається написанням музики для інших артистів, таких як Jerry Heil, KALUSH, Skofka, alyona alyona, YAKTAK, DOROFEEVA. 
Пісня «MamaRika & KOLA - Люди» до якої DOVI робив аранжування, за 10 місяців набрала понад 13 млн переглядів на YouTube за 10 місяців, пісня «Skofka - ЧУТИ ГІМН», де звучить гітара DOVI - 53 млн за рік, а пісня «Додому» KALUSH feat. Skofka за 2 роки набрала 78 млн переглядів.

## Дискографія
У 2019 DOVI випустив міні-альбом "VODA": 
- Moon[13]
- Voda [14]
- В твоєму сні (спільно з SANA)[15]

### Сингли
| Рік  | Назва синглу (кліпу)               | Режисер(и) (студія)              |
| ---- | ---------------------------------- | -------------------------------- |
| 2020 | More Then I Feel                   | Vidlik Records                   |
| 2020 | Жити лиш в тобі (feat. KOLA)       | Діма Габбанин                    |
| 2021 | Feels Like Summer                  | Данило Ігнатов , Леонід Левценюк |
| 2021 | Fell in Love (спільно з J Scope)   | Леонід Левценюк                  |
| 2022 | Закриваю очі                       | Best Music                       |
| 2022 | Це не сон                          | Леонід Левценюк                  |
| 2022 | Кохайтеся чорнобриві               | Леонід Левценюк                  |
| 2022 | Карнізи (спільно з KOLA)           | Леонід Левценюк                  |
| 2022 | Чекає вдома (спільно з YAKTAK)     | Марія Доріченко                  |
| 2023 | Спокійно                           | Марія Доріченко                  |
| 2023 | До зими (feat. NICHKA)             | Леонід Левценюк                  |
| 2023 | Голосові                           | Леонід Левценюк                  |
| 2023 | Буде свято                         | Володимир Самолюк                |
| 2023 | Мій день                           | Леонід Левценюк                  |
| 2023 | Перекотиполе (спільно з YAKTAK)    | Леонід Левценюк                  |
| 2023 | Падали                             | Марія Доріченко                  |
| 2023 | На таран                           |                                  |
| 2023 | Достатньо (спільно з MamaRika)     | Марія Доріченко                  |
| 2023 | Ліхтарі (спільно з Павло Вишебаба) |                                  |
| 2023 | На Балкон                          | Robert Ivanchik                  |

## DOVI на муз. платформах та в соцмережах
- Пісні виконавця DOVI на Apple Music
- Ютуб-канал музичного виконавця DOVI
- Пісні виконавця DOVI на Spotify
- Творчість DOVI в Інстаграмі
- Творчість DOVI в мережі TikTok